# Список насекомых, занесённых в Красную книгу России
Насекомые, занесённые в Красную книгу России, — список видов насекомых, включённых в последнее издание Красной книги России (2001). В таблице также приведён охранный статус видов согласно Красной книге России.

## История
Вопрос об охране редких беспозвоночных животных, и насекомых в том числе, в общегосударственном масштабе стал подниматься сравнительно недавно.
После Октябрьской революции 1917 года, несмотря на всеобщее развитие энтомологии, охрана насекомых на территории стран тогдашнего СССР, в состав которого входила и Россия, долгое время оставалась на месте, в то время, как активное развитие сельского хозяйства и промышленности вело к интенсивному уничтожению естественных биотопов. Именно поэтому насекомые не были включены в первое издание Красной книги СССР, вышедшей в 1978 году. Во второе же издание Красной книги, увидевшее свет в 1984 году были включены 202 вида насекомых. Включению насекомых в «Красную книгу» предшествовала большая работа по выработке единых критериев и обсуждению предварительных списков видов.
В сентябре 1982 года было принято постановление Совета Министров РСФСР «Об учреждении Красной книги РСФСР». В 1983 году была издана Красная книга РСФСР, включавшая 34 вида насекомых. Именно она стала основой Красной книги Российской Федерации, которая ведётся на основании постановления Правительства РФ «О Красной книге Российской Федерации» № 158 от 19 февраля 1996 года. Однако, подготовка издания Красной Книги Российской Федерации затянулась и она была издана только лишь в 2001 году.
В первое издание Красной книги Российской Федерации были включены 95 видов насекомых, во второе издание, вышедшее в 2021 году — 119 видов.

## Охранные статусы
Категории охранного статуса видов в «Красной книги России»:
0 — Вероятно исчезнувшие. Таксоны, известные ранее с территории (или акватории) России, нахождение которых в природе не подтверждено в последние 50 лет (для беспозвоночных — в последние 100 лет), но возможность их сохранения нельзя исключить.
1 — Находящиеся под угрозой исчезновения. Таксоны, численность особей которых уменьшилась до критического уровня или число их местонахождений настолько сократилось, что в ближайшее время они могут исчезнуть.
2 — Сокращающиеся в численности и/или распространении. Таксоны с неуклонно сокращающейся численностью, которые при дальнейшем воздействии факторов, снижающих численность, могут в короткие сроки попасть в категорию находящихся под угрозой исчезновения:
3 — Редкие. Таксоны с естественной невысокой численностью, встречающиеся на ограниченной территории (или акватории) или спорадически распространенные на значительных территориях (или акваториях), для выживания которых необходимо принятие специальных мер охраны:
4 — Неопределенные по статусу. Таксоны, которые, вероятно, относятся к одной из предыдущих категорий, но достаточных сведений об их состоянии в природе в настоящее время нет, либо они не в полной мере соответствуют критериям других категорий, но нуждаются в специальных мерах охраны.
5 — Восстанавливаемые и восстанавливающиеся. Таксоны, численность и область распространения которых под воздействием естественных причин или в результате принятых мер охраны начали восстанавливаться и приближаются к состоянию, когда не будут нуждаться в специальных мерах по сохранению и восстановлению.
Категории статуса угрозы исчезновения объектов животного мира, характеризующих их состояние в естественной среде обитания:
ИР — Исчезнувшие в Российской Федерации (RE);
КР — Находящиеся под критической угрозой исчезновения ;
И — Исчезающие ;
У — Уязвимые ;
БУ — Находящиеся в состоянии, близком к угрожаемому ;
HO — Вызывающие наименьшие опасения ;
НД — Недостаточно данных .
Категории степени и первоочередности принимаемых и планируемых к принятию природоохранных мер (природоохранный статус):
I приоритет — требуется незамедлительное принятие комплексных мер, включая разработку и реализацию стратегии по сохранению и/или программы по восстановлению (реинтродукции) объекта животного мира и планов действий;
II приоритет — необходима реализация одного или нескольких специальных мероприятий по сохранению объекта животного мира;
III приоритет — достаточно общих мер, предусмотренных нормативными правовыми актами Российской Федерации в области охраны окружающей среды, организации, охраны и использования особо охраняемых природных территорий и охраны и использования животного мира и среды его обитания, для сохранения объектов животного или растительного мира, занесенных в Красную книгу Российской Федерации.

## Список насекомых, занесённых в Красную книгу РФ
| Иллюстрация                            | Название                                                             | Ареал и численность на территории России. Замечания по систематике. | Охранный статус в Красной книге России (2001) | Охранный статус в Красной книге России (2021) | Источники                   |
| -------------------------------------- | -------------------------------------------------------------------- | --- | --------------------------------------------- | --------------------------------------------- | --------------------------- |
| Отряд Стрекозы (Odonata)               |                                                                      | |                                               |                                               |                             |
|                                        | Дозорщик-император (Anax imperator)                                  | В России ареал ограничен лишь южной половиной Европейской части. Северная граница ареала проходит по линии Псковское озеро — Рыбинское водохранилище — Куйбышевское водохранилище — исток реки Тобол. Возможно, что севернее широты Москвы вид известен по залётам, и в норме там не обитает. Распространение в пределах российской части ареала мозаичное, с чёткой тенденцией к усилению локализации место обитания в направлении с юго-запада на северо-восток. В России динамика численности имеет устойчиво сокращающийся характер. | Сокращающийся в численности вид.              | 5 НО III                                      | [ 8 ] [ 9 ]                 |
|                                        | Безушник Зибольда (Anotogaster sieboldii)                            | В России встречается только на острове Кунашир. Ареал фрагментарный. Состояние популяции стабильное | —                                             | 3 У III                                       | [ 10 ]                      |
| Отряд Прямокрылые (Orthoptera)         |                                                                      | |                                               |                                               |                             |
|                                        | Дыбка степная (Saga pedo)                                            | В России заселяет участки не распаханных степей (Астраханская, Волгоградская, Воронежская, Курганская, Курская, Липецкая, Ростовская, Самарская, Саратовская и Челябинская области, республики Башкирия, Дагестан, Северная Осетия и Чечня). Встречается в единичных экземплярах. В дельте Дона отмечается как регулярно встречающийся вид. Ареал и общая численность вида сокращаются. | Сокращающийся в численности вид               | 2 У III                                       | [ 11 ] [ 12 ]               |
|                                        | Толстун степной (Bradyporus multituberculatus)                       | Во второй половине XIX века был широко распространён в южных степях России и доходил на север до Воронежской губернии (Валуйки, 50 °C. ш.), на восток — до реки Волги, на юг — до побережья Чёрного и Азовского морей и предгорий Кавказа. Последние находки в России сделаны близ Невинномысска. В прошлом степной толстун был сравнительно обычен в некоторых частях своего ареала. На данный момент — чрезвычайно редкий вид, который в России находится на грани вымирания. Считается, что может уцелеть только в заповедных разнотравно-злаковых степях. | Находящийся под угрозой исчезновения вид      | 1 КР II                                       | [ 13 ] [ 14 ]               |
| Отряд Жесткокрылые (Coleoptera)        |                                                                      | |                                               |                                               |                             |
|                                        | Широкий плавунец (Dytiscus latissimus)                               | Встречается в Европейской части России. Самые северные находки сделаны в Карелии (заповедник Кивач) и Республике Коми (Сыктывкар). На юге отмечен до Воронежской, Тамбовской, Саратовской и Оренбургской областей. В Западной Сибири известен из Ханты-Мансийского автономного округа и Томской области. Обнаруживаются только единичные экземпляры на стадии имаго. В некоторых регионах, в том числе Московской, Ленинградской, Тверской и Московской областей в последний раз был отмечен более 50 лет назад. | —                                             | 2 У III                                       | [ 15 ]                      |
|                                        | Афодий двупятнистый (Aphodius bimaculatus)                           | В европейской части России встречается от Ленинградской и Ярославской областей на севере через Московскую, Тульскую, Калужскую, Владимирскую области до Краснодарского и Ставропольского краев, Кабардино-Балкарии и Астраханской области на юге и до Урала на востоке. В Сибири известен из Томской области, окрестностей Новосибирска, близ Тимошевска (Красноярский край) и с Алтая (окрестности Рубцовска). Численность сокращается, но в ряде мест вид сохранился в значительном количестве. | Сокращающийся в численности вид               | 2 КР II                                       | [ 16 ] [ 17 ]               |
|                                        | Весенний навозник (Trypocopris vernalis)                             | | —                                             | 2 И II                                        | [ 18 ]                      |
|                                        | Брахицерус волнистый (Brachycerus sinuatus)                          | В России ареал включает северо-восток Приазовья и юго-запад Ростовской области, Приазовье и западная часть долины Маныча, Таманский полуостров. Популяции вида были сравнительно многочисленными. После 1945 года годы единичные находки жуков были сделаны только на юге Ростовской области и в Тамани. | Находящийся под угрозой исчезновения вид      | 2 КР III                                      | [ 19 ] [ 20 ]               |
|                                        | Агатовый клеон (Cyphocleonus achates)                                | | —                                             | 2 И III                                       | [ 21 ]                      |
|                                        | Крапчатый адосомус (Adosomus roridus)                                | | —                                             | 2 И III                                       | [ 21 ]                      |
|                                        | Бронзовка гладкая (Protaetia speciosissima)                          | В России северная граница ареала проходит от Калининградской области на Брянск, Тулу, Елец, Воронеж, Йошкар-Олу, Малмыж, Самару. Южная граница проходит по рубежу с Украиной и далее к Волгограду, по пойме Волги до её дельты и затем, совпадая с государственной, направляется на Оренбург. Есть данные о нахождении вида в Рязанской и Калужской области. В Белгородской области изредка встречается в дубравах Борисовского, Белгородского, Шебекинского и Валуйского районов, где последние находки датируются 2001 годом. По косвенным данным численность сокращается. | Сокращающийся в численности вид               | 2 И II                                        | [ 22 ] [ 23 ]               |
|                                        | Бронзовка красивая или бронзовка кавказская (Protaetia speciosa)     | В России встречается на Кавказе. Северная граница ареала проходит от дельты Кубани на станицу Ильскую, Краснодар, Пятигорск. На юге от указанной полосы встречается по всему Кавказу. Встречается редко, в основном единичными экземплярами. | Сокращающийся в численности вид               | 2 И II                                        | [ 24 ] [ 25 ]               |
|                                        | Бронзовка Фибера (Protaetia fieberi)                                 | | —                                             | 2 У III                                       | [ 26 ]                      |
|                                        | Дровосек зубчатогрудый (Rhaesus serricollis)                         | Единственный представитель рода Rhaesus на территории России. В России встречается на юге Краснодарского края, на Кавказе, особенно на Черноморском побережье и в Сочинском районе. Численность низкая. | Сокращающийся в численности вид               | 2 И II                                        | [ 27 ] [ 28 ]               |
| Фотография кавказского дровосека       | Дровосек кавказский (Xylosteus caucasicola)                          | Единственный представитель рода на территории России. Эндемик Кавказа. На территории России описан из окрестностей Сочи и посёлка Гузерипль Майкопского района. Встречается по всему Черноморскому побережью Кавказа. Очень редок. | Сокращающийся в численности вид               | 2 И II                                        | [ 29 ] [ 30 ]               |
|                                        | Дровосек реликтовый (Callipogon relictus)                            | Самый крупный жук, обитающий на территории России. Является третичным реликтом. Все другие виды рода распространены в Центральной и Южной Америке. На территории России реликтовый дровосек обитает в Амурской области — на юге и юго-востоке от города Райчихинска. Помимо этого, вид был обнаружен в Хинганском и Норском заповедниках; в ареале находится и юг Хабаровского края — на севере до Хабаровска, в Еврейской автономной области и Приморском крае. Общая численность вида сокращается. Встречаются единичные особи. | Сокращающийся в численности вид               | 2 И II                                        | [ 31 ] [ 32 ] [ 33 ] [ 34 ] |
|                                        | Дровосек узлоусый (Cerambyx nodulosus)                               | На территории России ареал охватывает Кавказ — северное Причерноморье: район Анапы, Новороссийска и Геленджика. Вероятно, встречается по всему Черноморскому побережью Краснодарского края. | Сокращающийся в численности вид               | 2 И II                                        | [ 35 ] [ 36 ]               |
|                                        | Чёрный скакун (Cephalota atrata)                                     | | —                                             | 2 У II                                        | [ 37 ]                      |
|                                        | Жужелица Авинова (Carabus avinovi)                                   | Эндемик Сахалина. Обитает в горных районах острова. Встречаются спорадически, образуя локальные разреженные скопления. На Сахалине в 1982 — 1987 года вид отмечался спорадически. В целом общая численность низкая и продолжает сокращаться. | Сокращающийся в численности вид               | 2 И II                                        | [ 38 ] [ 39 ]               |
|                                        | Жужелица венгерская (Carabus hungaricus)                             | В России встречается от Воронежской и Саратовской областей на севере до Краснодарского и Ставропольского краев, Кабардино-Балкарии и Дагестана на юге. На территории России представлен 2 подвидами — Carabus hungaricus mingens и Carabus hungaricus scythus. Находки в северной части ареала на территории России сделаны до 1940 годов. Подвид Carabus hungaricus scythus практически исчез в Воронежской и Саратовской областях. Численность подвида Carabus hungaricus mingens пока сохраняется сравнительно высокой. | Сокращающийся в численности вид               | 2 И II                                        | [ 40 ] [ 41 ]               |
|                                        | Жужелица Геблера (Carabus gebleri)                                   | В России, вид достоверно известен только из окрестностей Змеиногорска. Численность вида крайне низкая. Очень редкий, возможно уже исчезнувший на территории России вид. Находки жуков после второй половины 1920-х годов на территории России не отмечены. | Исчезающий вид                                | 1 КР I                                        | [ 42 ] [ 43 ]               |
|                                        | Жужелица кавказская (Carabus caucasicus)                             | В России встречаются 2 подвида. Номинативный подвид — Кавказ. От Адыгеи на запад до Дагестана. Подвид C. c. colchicus — Закавказье, район Сочи и юго-запад Краснодарского края (этот фрагмент ареала проходит по линии Геленджик-Анапа-Тоннельная-Убинская-Новодмитриевская-Геленджик). Номинативный распространён в относительно сухих лесных сообществах, преимущественно дубравах, иногда поднимается на высоты 1800—2000 м. над уровнем моря. Второй подвид в основном приурочен к лиственным и смешанным лесам в условиях скального и карстового рельефа. Наблюдается тенденция к снижению численности вида. | Сокращающийся в численности вид               | 2 И II                                        | [ 44 ] [ 45 ]               |
| Фотография жужелицы Константинова      | Жужелица Константинова (Carabus (Tribax) biebersteini constantinowi) | Изначально была занесена в Красную книгу в статусе вида, на данный момент таксон понижен в ранге до подвида Carabus biebersteini. В России обитает на центральном и Западном Кавказе (Красная Поляна, гора Фишт, г. Абаго, верховье реки Цыца, реки Большая Лаба, окрестности села Архыз, Фишт-Оштеновский перевал, гора Ачишхо, река Венгерка). Жуки встречается спорадически. Общая численность вида низкая с тенденцией к сокращению. | Сокращающийся в численности вид               | 2 И II                                        | [ 46 ] [ 47 ]               |
|                                        | Жужелица Лопатина (Carabus lopatini)                                 | Эндемик Сахалина и острова Монерон. Населяет западное побережье острова Сахалин, где встречается в горных районах острова — Сусунайский хребет, Южно-Камышевский, Мицульский, хребет Шренка. Южная граница ареала — Крильонский полуостров, окрестности реки Урюм и Тонино-Анивский полуостров — окрестности посёлка Новиково. Наибольшее число находок сделано в окрестностях города Чехова. Численность повсеместно низкая и постоянно сокращается. | Сокращающийся в численности вид               | 2 И II                                        | [ 48 ] [ 49 ]               |
|                                        | Жужелица Менетрие (Carabus menetriesi)                               | В России встречается в Карелии, Ленинградская, Владимирская, Новгородская, Вологодская, Ярославская, Псковская, Московская, Пермская, Брянская, Кировская, Свердловская, Тюменская области. В отдельных местах численность довольно высокая. | Сокращающийся в численности вид               | 2 И III                                       | [ 50 ] [ 51 ]               |
|                                        | Жужелица Мирошникова (Carabus miroshnikovi)                          | Представитель эндемичного для Кавказа подрода Archiplectes. Обитает исключительно в предгорьях северно-западного Кавказа. Вид распространён в предгорьях на восток от реки Белая, до долины реки Большая Лаба. | Сокращающийся в численности вид               | 2 И II                                        | [ 52 ] [ 53 ]               |
|                                        | Жужелица морщинистокрылая (Carabus blaptoides rugipennis)            | В России встречается на южных Курильских островах (Чёрные Братья, Уруп, Итуруп, Кунашир, Шикотан). Численность с пиком в августе, повсеместно низкая с тенденцией к сокращению. | Сокращающийся в численности вид               | 3 У III                                       | [ 54 ] [ 55 ]               |
|                                        | Жужелица Риделя (Carabus riedeli)                                    | Центральный Кавказ (горы Бокового и Скалистого хребта, Гюльджутау, Уллутау, Суукузкая, Уазахох, верховья рек Тютюргу и Рцывашки, Дыхтау. Численность имеет тенденцию к сокращению, но точные данные отсутствуют. | Сокращающийся в численности вид               | —                                             | [ 56 ]                      |
|                                        | Жужелица узкогрудая (Carabus constricticollis)                       | В России обитает на юге Приморского края, населяя смешанные и разреженные пихтовые леса. Численность повсеместно низкая и постоянно сокращается. | Сокращающийся в численности вид               | 2 И II                                        | [ 57 ] [ 58 ]               |
|                                        | Жужелица Янковского (Carabus jankowskii)                             | В России встречается на юге Приморского края в Хасанском районне. Наибольшая сезонная численность отмечается весной и в начале лета. На полуострове Амурский последние находки вида были сделаны в 1920-х годах. Встречается в заповеднике Кедровая падь. Общая численность постоянно снижается. | Сокращающийся в численности вид               | 2 И II                                        | [ 59 ] [ 60 ]               |
|                                        | Шероховатая жужелица (Carabus scabrosus)                             | | —                                             | 2 И II                                        | [ 61 ]                      |
|                                        | Жужелица Калюжного (Carabus kaljuzhnyji)                             | | —                                             | 2 У II                                        | [ 62 ]                      |
|                                        | Бессарабская жужелица (Carabus bessarabicus)                         | | —                                             | 2 У II                                        | [ 63 ]                      |
|                                        | Жук-олень (Lucanus cervus)                                           | В России широко распространён в европейской части, северная граница ареала проходит примерно через Псковскую, Тульскую, Московскую, Рязанскую области, республики Чувашию и Башкирию (на северо-востоке), южная — северо-западный (Краснодарский и Ставропольский края), юго-восток Европейской части (включая Волгоградскую область. На север встречается до Курской, Самарской областей, Башкортостана, на восток до Поволжья и Южного Урала, а также на Западном Кавказе. Встречается редко, но локально в большом количестве. Численность сокращается из-за уменьшения числа мест обитания. | Сокращающийся в численности вид               | 2 И III                                       | [ 65 ] [ 66 ] [ 67 ]        |
|                                        | Красотел Максимовича (Calosoma maximowiczi)                          | На территории России встречается на юге Приморского края, южном и центральном Сахалине и южных Курильских островах. На территории России численность крайне низкая, с четкой тенденцией к снижению. В последние десятилетия были лишь единичные находки данного вида. | Сокращающийся в численности вид               | 2 И II                                        | [ 68 ] [ 69 ]               |
|                                        | Красотел пахучий (Calosoma sycophanta)                               | На территории России в распространён в Брянской, Калининградской, Тамбовской, Калужской, Московской (известен по одному экземпляру), Рязанской, Владимирской, Курской, Воронежской, Липецкой, Ульяновской, Ростовской, Волгоградской, Астраханской областях, Татарстане, Башкирии, Чувашии, Удмуртии, Оренбургской области, среднем Урале (Свердловская и Пермская области), юго-западном Алтае, Кавказе. Общая численность последние годы значительно снизилась. Также существует её прямая зависимость от численности гусениц непарного и кольчатого шелкопрядов и других насекомых, служащих красотелу пищей. | Сокращающийся в численности вид               | 2 И II                                        | [ 70 ] [ 71 ]               |
|                                        | Красотел сетчатый (Calosoma reticulatus)                             | В России известен из окрестностей Оренбурга, также имеются указания находки вида для Тобольска. На территории России вид близок к исчезновению. | Находящийся под угрозой исчезновения вид      | 1 КР I                                        | [ 72 ] [ 73 ]               |
|                                        | Понтийский лейстус (Leistus spinibarbis)                             | В Росси имеются достоверные находки только подвида Leistus spinibarbis ponticus Kryzhanovskij et Shilenkov, 1999 в Краснодарском крае. Малочисленный вид, численность вида имеет негативный тренд. | —                                             | 2 У II                                        | [ 74 ]                      |
|                                        | Кавказофенопс Молчанова (Caucasaphaenops molchanovi)                 | | —                                             | 2 У II                                        | [ 75 ]                      |
|                                        | Кавказоритес Щурова (Caucasorites shchurovi)                         | | —                                             | 2 У II                                        | [ 76 ]                      |
|                                        | Меганофтальмус Ирины (Meganophthalmus irinae)                        | | —                                             | 2 У II                                        | [ 77 ]                      |
|                                        | Таурицимеритес Дублянского (Taurocimmerites dublanskii)              | | —                                             | 2 КР II                                       | [ 78 ]                      |
|                                        | Дельтомерус Сергея (Deltomerus sergeii)                              | | —                                             | 2 У II                                        | [ 79 ]                      |
|                                        | Дефанский дельтомерус (Deltomerus defanus)                           | | —                                             | 2 И II                                        | [ 80 ]                      |
|                                        | Норный сфодрус (Sphodrus leucophthalmus)                             | | —                                             | 2 И II                                        | [ 81 ]                      |
|                                        | Гарпалюс Петра (Harpalus petri)                                      | | —                                             | 2 У II                                        | [ 82 ]                      |
| Изображение урянхайского листоеда      | Листоед урянхайский (Chrysolina urjanchaica)                         | Узкоареальный эндемик самых северных пустынно-степных центральноазиатских сообществ на правобережье Енисея в пределах Тывы. Ареал включает Тыва — правый берег Улуг-Хема (Верхнего Енисея) и междуречье Бий-Хема (Большого Енисея) и Каа-Хема (Малого Енисея) в их низовьях. Ограничен сухими типами степей на правобережье Верхнего Енисея и в междуречье Большого и Малого Енисеев. В настоящее время происходит сокращение численности. | Сокращающийся в численности вид               | 2 КР III                                      | [ 83 ] [ 84 ]               |
|                                        | Чекиниола (Chrysolina platyscelidina)                                | | —                                             | 1 КР III                                      | [ 85 ]                      |
| Фотография бородавчатого омиса         | Омиас бородавчатый (Omias verruca)                                   | Известны 2 формы вида — партеногенетическая и обоеполая. Партеногенетическая форма обитает от юга лесостепья и степей Европы на восток до Западной Сибири, на юг до Черноморского побережья, горного Дагестана. Обоеполая форма известна в 2 точках Краснодарского края. Обычно популяции партеногенетической формы за пределами территории России имеют высокую численность. Постоянных наблюдений за динамикой численности российской популяции не ведётся. | Находящийся под угрозой исчезновения вид      | 2 КР III                                      | [ 86 ] [ 87 ]               |
|                                        | Отшельник дальневосточный (Osmoderma davidis)                        | В России встречается от Бурятии и Читинской обл., по Амуру от низовья реки Зея до устья реки Уссури и от неё на юг по всему Приморскому краю. По косвенным данным численность сокращается. | Сокращающийся в численности вид               | 2 И II                                        | [ 88 ] [ 89 ]               |
|                                        | Обыкновенный отшельник (Osmoderma barnabita)                         | В России южная граница ареала проходит через Белгородскую, Саратовскую, Самарскую области на востоке распространён до Бирска (Башкирия). Изолированно встречается в горных лесах Краснодарского края (Майкоп) Северная граница проходит от Ленинградской области (Лужский район) к Московской — примерно до Подольска, на Казань. Встречается редко, но стабильно, в отдельных участках ареала — очень редок или встречается единично. Общая численность сокращается. | Сокращающийся в численности вид               | 2 И II                                        | [ 90 ] [ 91 ]               |
|                                        | Японский отшельник (Osmoderma opicum coreanum)                       | В России распространён в южном Приморье — на севере до истоков реки Уссури — сёла Варфоломеевка, Анучино. По косвенным данным численность сокращается. | Сокращающийся в численности вид               | 2 И II                                        | [ 92 ] [ 93 ]               |
|                                        | Божественный отшельник (Osmoderma caeleste)                          | | —                                             | 2 И II                                        | [ 94 ]                      |
|                                        | Зеленый гноримус (Gnorimus nobilis)                                  | | —                                             | 2 У II                                        | [ 95 ]                      |
|                                        | Чёрный рогачик (Ceruchus lignarius)                                  | В России встречается на юге Курильских островов (о. Кунашир, включая Курильский заповедник) и югеСахалина (Новоалександровск). Численность постоянно сокращается из-за уменьшения числа мест обитания | Сокращающийся в численности вид               | 2 II                                          | [ 96 ] [ 91 ]               |
|                                        | Скромный рогачик (Ceruchus chrysomelinus)                            | | —                                             | 2 И III                                       | [ 97 ]                      |
|                                        | Скосарь морщинистый (Otiorhynchus rugosus)                           | Эндемик России. Ленинградская область — главным образом Ижорское плато, и Красноярский край — с. Мотыгино в устье Ангары. После 1931 года сборы из Ленинградской области отсутствуеют; в Красноярском крае (село Мотыгино) известна только одна находка жука в июне 1964 года. | Находящийся под угрозой исчезновения вид      | 1 КР III                                      | [ 98 ] [ 99 ]               |
| Фотография острокрылого слоника        | Слоник острокрылый (Euidosomus acuminatus)                           | Известны 2 формы вида — партеногенетическая и обоеполая. В России Партеногенетическая форма встречается а европейской части России на севере ареала до Рязани, средней части Ульяновской и Челябинской областей, юг Западной Сибири. Обоеполая форма обитает в Приазовье в Ростовской области и Краснодарский край, Таманский полуостров, из предгорных районов Ставропольского края к северу от Пятигорска и из окрестностей Элисты. | Сокращающийся в численности вид               | 2 И III                                       | [ 100 ] [ 101 ]             |
|                                        | Стефаноклеонус четырёхпятнистый (Stephanocleonus tetragrammus)       | Кавказ, европейская часть России — на севере до Воронежа и Самары, далее на восток до Оренбурга и западного Казахстана. Большинство популяций вида исчезло при распашке степных массивов в 60-е годы XX века. | Находящийся под угрозой исчезновения вид      | 2 И III                                       | [ 102 ] [ 103 ]             |
|                                        | Усач альпийский (Rosalia alpina)                                     | В России распространён в Воронежской, Ростовской, Самарской (Жигули) и Челябинской областях, Краснодарском и Ставропольском краях, Карачаево-Черкесии (Теберда), Кабардино-Балкарии, Чечне, Ингушетии и Башкирии. Численность сокращается. Основная причина — вырубки старых лиственных и смешанных лесов, особенно с участием бука и ильмовых, неконтролируемый отлов жуков коллекционерами. | Сокращающийся в численности вид               | 2 И II                                        | [ 104 ] [ 105 ]             |
|                                        | Усач небесный (Rosalia coelestis)                                    | В России распространён в Уссурийско-Приморском регионе от Партизанска до Хасана, а также в Шкотовском, Тернейском районах и в окрестностях села Николо-Львовское Усурийского городского округа. Отмечен единичными экземплярами. | Сокращающийся в численности вид               | 2 И II                                        | [ 106 ] [ 107 ]             |
|                                        | Доркадион Мокржецкого (Dorcadion ciscaucasicum mokrzeckii)           | | —                                             | 2 И II                                        | [ 107 ]                     |
|                                        | Щелкун Паррейса (Calais parreysii)                                   | В России встречается на Черноморском побережье Кавказа на север до Геленджика. Большинство находок на территории России сделано до 1955 года. Численность вида очень низкая, по-видимому, критическая. | Находящийся под угрозой исчезновения вид.     | 1 КР I                                        | [ 108 ] [ 109 ]             |
|                                        | Ржаво-красный щелкун (Elater ferrugineus)                            | | —                                             | 2 И III                                       | [ 110 ]                     |
|                                        | Дицерка амфибия (Dicerca amphibia)                                   | | —                                             | 2 И II                                        | [ 111 ]                     |
|                                        | Хвойная дицерка (Dicerca moesta)                                     | | —                                             | 2 И III                                       | [ 111 ]                     |
|                                        | Зелёная дубовая златка (Eurythyrea quercus)                          | | —                                             | 2 И III                                       | [ 112 ]                     |
|                                        | Рыженогая меландриа (Melandrya barbata)                              | | —                                             | 2 И II                                        | [ 113 ]                     |
|                                        | Черноватый трухляк (Pytho kolwensis)                                 | | —                                             | 2 И II                                        | [ 114 ]                     |
| Отряд Чешуекрылые (Lepidoptera)        |                                                                      | |                                               |                                               |                             |
|                                        | Аксия Ольги (Axia olga)                                              | | —                                             | 2 У III                                       | [ 115 ]                     |
|                                        | Алкиной (Atrophaneura alcinous)                                      | В России обитает на юго-западе Приморья. Как залётный вид встречается в Уссурийском заповеднике. Общая численность на территории России очень низкая и находится на критическом уровне, что обусловлено локальным характером распространения. | Сокращающийся в численности вид               | —                                             | [ 116 ]                     |
|                                        | Аполлон обыкновенный (Parnassius apollo)                             | В России ареал включает северо-запад (Ленинградская область, южную Карелия), центральную часть (Калужская и Владимирская области) европейской части, встречается в среднем Поволжье, южном Приуралье, на южном и среднем Урале, Северном Кавказе, на юге Сибири вплоть до Забайкалья, в центральной Якутии и в среднем течении Енисея. В Смоленской, Московской, Ярославской и, вероятно, Воронежской области вид в настоящее время известен только по старым находкам экземпляров. Факторы, которые ограничивают численность этого вида следующие: уничтожение участков с разнообразной травянистой растительностью в местах распашки и сенокошения, в сочетании с низкой способностью к расселению и малочисленностью локальных популяций.                                          | Сокращающийся в численности вид               | 2 У III                                       | [ 117 ] [ 118 ] [ 119 ]     |
|                                        | Аполлон Фельдера (Parnassius felderi)                                | В России ареал включает Хабаровский край, Еврейская автономная область (хребет Малый Хинган). Численность находится на критическом уровне, что вызвано локальным обитанием популяций. В местах постоянного обитания может встречаться относительно часто. | Находящийся под угрозой исчезновения вид      | 1 У III                                       | [ 120 ] [ 121 ]             |
|                                        | Аркте голубая (Arcte coerula)                                        | В России вид известен на юге Приморского края и на острове Сахалин. Ареал ограничен климатическими условиями. На территории России вид известен всего по нескольким находкам. | Находящийся под угрозой исчезновения вид      | —                                             | [ 122 ]                     |
|                                        | Астеропетес совиная (Asteropetes noctuina)                           | На территории России встречается только на Курильских островах (Кунашир). Две из последних находок бабочки сделаны в южной части острова Кунашир. | Находящийся под угрозой исчезновения вид      | —                                             | [ 123 ]                     |
|                                        | Бибазис орлиная (Bibasis aquilina)                                   | Единственный представитель тропического южноазиатского рода в фауне России. В России встречается только на юге Приморского края. Описана по находкам из Владивостока и острова Аскольд. По косвенным данным численность следует признать низкой. | Сокращающийся в численности вид               | —                                             | [ 124 ]                     |
|                                        | Большой молочайный бражник (Hyles nicaea)                            | | —                                             | 2 У III                                       | [ 125 ]                     |
| Фотография волнянки мрачной            | Волнянка мрачная (Parocneria furva)                                  | В России встречается только на юге Приморского края, откуда известна всего из 2 мест нахождения. Вид представлен несколькими малочисленными и сильно изолированными друг от друга популяциями. | Находящийся под угрозой исчезновения вид      | —                                             | [ 126 ]                     |
|                                        | Волнянка непохожая (Numenes disparilis)                              | В России встречается только в Приморском крае, описана из окрестностей Владивостока и с острова Аскольд. Вид представлен небольшим числом локальных популяций. | Находящийся под угрозой исчезновения вид      | —                                             | [ 127 ]                     |
|                                        | Гинэфора-крошка (Gynaephora pumila)                                  | | —                                             | 2 У III                                       | [ 128 ]                     |
|                                        | Голубянка Асахи (Shijimiaeoides divina asahii)                       | | —                                             | 1 КР III                                      | [ 129 ]                     |
|                                        | Голубянка Аргали (Голубянка Аргали)                                  | В России встречается на Алтае, где известна с реки Куяктанар и с гор южнее Кош-Агача, из окрестностей посёлка Иня в долине реки Катуни. По косвенным данным численность следует признать очень низкой. За 100 лет после открытия вида, были сделаны лишь 3-4 находки бабочек исследователями. | Находящийся под угрозой исчезновения вид      | 1 У III                                       | [ 130 ] [ 131 ]             |
| Фотография голубянки Давида            | Голубянка Давида (Neolycaena davidi)                                 | На территории России достоверно отмечена в Бурятии и Читинской области. Косвенные данные позволяют считать численность крайне низкой. | Сокращающийся в численности вид               | —                                             | [ 132 ]                     |
| Фотография голубянки Ореас             | Голубянка Ореас (Neolycaena oreas)                                   | В России, встречается только на юге Приморского края. По косвенным данным, численность признаётся достигшей критического уровня. Кормовое растение, находится на территории России под угрозой исчезновения. | Находящийся под угрозой исчезновения вид      | 1 У III                                       | [ 133 ] [ 134 ]             |
|                                        | Голубянка Римн (Neolycaena rhymnus)                                  | В России встречается встречается номинативный подвид, который распространён в степной зоне от границы с Луганской областью Украины до южного Приуралья, в Зауралья, Алтае, южном Прибайкалье. В лесостепи и степной зоне европейской России вид крайне локален и приурочен к хорошо сохранившимся луговой степи. Приводился для Курской (Центрально-Чернозёмный заповедник) и Воронежской областей, долины реки Дон. Известны находки в окрестностях Белгорода, Хмелевого, Богословки и в Белгородской области. Численность вида в местах обитания может быть значительной, но в целом сокращается. На территории европейской России встречается стабильно и часто лишь в Оренбургской и Ростовской областях, а в Нижнем Поволжье крайне редок и в некоторых точках, вероятно, вымер. | Сокращающийся в численности вид               | —                                             | [ 118 ] [ 135 ]             |
|                                        | Голубянка Плюща (Polyommatus damone pljushtchi)                      | | —                                             | 1 И II                                        | [ 136 ]                     |
|                                        | Голубянка Филипьева (Neolycaena filipjevi)                           | Эндемик России, встречается только на юге Приморского края. По косвенным данным, численность признаётся достигшей критического уровня. Известно не более 6 небольших изолированных популяций. | Находящийся под угрозой исчезновения вид      | —                                             | [ 137 ]                     |
|                                        | Зефир превосходный (Protantigius superans)                           | Вид занесён в Красную книгу РФ под названием Хетопрокта превосходная (Chaetoprocta superans), однако на данный момент его относят к роду Protantigius. Ранее под названием голубянка Пугачука (Thecla pugatschuki) была занесена в Красную книгу СССР. В России ареал охватывает Южное Приморье, включая Хасанский район. Учитывая локальность популяций, можно предположить, что численность исключительно низкая | Находящийся под угрозой исчезновения вид      | —                                             | [ 138 ]                     |
| Фотография зефира тихоокеанского       | Тихоокеанская гольдия (Goldia pacifica)                              | В издание 2001 года красной книги России вид был занесён под названием Хетопрокта тихоокеанская (Chaetoprocta pacifica). На данный момент вид уже относят к роду Goldia. Ареал на территории России охватывает Южное Приморье — Синий хребет, в 30 км от села Чернышевки Анучинского района, откуда и была описана в 1984 году. Численность специально не изучалась, очевидно, весьма низкая. | Находящийся под угрозой исчезновения вид.     | 1 КР II                                       | [ 139 ] [ 140 ]             |
|                                        | Кланис волнистый (Clanis undulosa)                                   | В России встречается на юге Приморского края (Хасанский район). Численность на территории России очевидно низкая, подверженная значительным колебаниям. В местах обитания порой бывает обычным видом. | Находящийся под угрозой исчезновения вид      | —                                             | [ 141 ]                     |
| Фотография ленточницы Кочубея          | Орденаская лента Кочубея (Catocala kotshubeji)                       | Эндемик южного Приморья. Встречается в долине реки Партизанская. Общая численность очень незначительная. | Находящийся под угрозой исчезновения вид      | 1 КР II                                       | [ 142 ] [ 143 ]             |
|                                        | Орженская лента Мольтрехта (Catocala moltrechti)                     | Эндемик южного Приморья. По-видимому, общая численность очень незначительная и находится на критическом уровне. | Находящийся под угрозой исчезновения вид      | 1 И II                                        | [ 144 ] [ 145 ]             |
|                                        | Лента Нага (Catocala nagioides)                                      | На территории России ареал вида охватывает Южное Приморье. Численность повсеместно в местах обитания невелика. | Сокращающийся в численности вид               | —                                             | [ 146 ]                     |
|                                        | Люцина (Hamearis lucina)                                             | В России, встречается только на юге европейской части. Данные о находках вида в средней России (Смоленская, Брянская, Московская области) и на Южном Урале (Ильменский заповедник) устарели и нуждаются в подтверждении. Представлен номинативным европейским подвидом. Вид сильно сократил свой ареал в последние годы. Численность вида низкая и имеет тенденцию к снижению, хотя местами может быть относительно высокой. | Сокращающийся в численности вид               | —                                             | [ 118 ] [ 147 ]             |
|                                        | Медведица Менетрие (Borearctia menetriesii)                          | | —                                             | 3 У III                                       | [ 148 ]                     |
|                                        | Медведица монгольская (Palearctia mongolica)                         | В России известна только из Тывы в месте слияния Большого и Малого Енисея и на побережье озера Убсу-Нур. Численность достигла критического уровня. | Находящийся под угрозой исчезновения вид      | 1 У III                                       | [ 149 ] [ 150 ]             |
|                                        | Медведица уединённая (Camptoloma interiorata)                        | В России вид встречается на юге Приморского края. Численность находится на очень низком уровне. | Находящийся под угрозой исчезновения вид      | —                                             | [ 151 ]                     |
|                                        | Спокойная медведица (Phragmatobia placida)                           | | —                                             | 2 У III                                       | [ 152 ]                     |
|                                        | Мимевземия схожая (Mimeusemia persimilis)                            | В России вид известен на юге Хабаровского края, в Южном Приморье, Курильских островах. Численность вида в России косвенно очень невысокая. Вид известен на территории России примерно по 20 экземплярам с материка и 10 экземплярам с Кунашира. | Находящийся под угрозой исчезновения вид      | —                                             | [ 155 ]                     |
|                                        | Мнемозина (Parnassius mnemosyne)                                     | На территории России встречается номинативный подвид. Вид распространён сравнительно широко, но встречается довольно локально — европейская часть (за исключением крайнего севера и степных районов Предкавказья и отчасти Черноземья); Поволжье, Северный Кавказ, Урал и западная Сибирь вплоть до Тобольска. | Сокращающийся в численности вид.              | —                                             | [ 118 ] [ 156 ]             |
|                                        | Пестрянка лета (Zygaena laeta)                                       | | —                                             | 2 У III                                       | [ 157 ]                     |
| Фотография перламутровки зенобии       | Перламутровка зенобия (Argynnis zenobia)                             | Единственный представитель китайско-гималайского подрода в фауне России, где обитает на юге Приморья. Численность в целом низкая и сокращается. | Сокращающийся в численности вид               | 3 У III                                       | [ 158 ] [ 159 ]             |
|                                        | Перламутровка нериппе (Argynnis nerippe)                             | | —                                             | 3 У III                                       | [ 160 ]                     |
|                                        | Пяденица-птигматофора Штаудингера (Ptygmatophora staudingeri)        | | —                                             | 1 КР III                                      | [ 161 ]                     |
|                                        | Розама превосходная (Rosama ornata)                                  | В России встречается на юге Приморского края. Представлена на территории России несколькими локальными популяциями, известна по единичным экземплярам. | Находящийся под угрозой исчезновения вид      | —                                             | [ 162 ]                     |
|                                        | Исключительный ленточник (Chalinga pratti)                           | Единственный представитель китайско-гималайского подрода в фауне России, где обитает на юге Приморья. Численность в целом низкая и сокращается. | Сокращающийся в численности вид               | 2 У III                                       | [ 163 ]                     |
|                                        | Серицин Монтела (Sericinus montela)                                  | На территории России представлен подвидом amurensis, который обитает на юге Приморского края. Общая численность в Приморье имеет тенденцию к сокращению. Известно лишь несколько локальных популяций. | Сокращающийся в численности вид               | 3 У III                                       | [ 164 ] [ 165 ]             |
|                                        | Соматрихия Ротшильда (Somatrichia parasita rothschildi)              | | —                                             | 0 БУ II                                       | [ 166 ]                     |
|                                        | Сфекодина хвостатая (Sphecodina caudata)                             | В России встречается на юге Хабаровского края, в Приморском крае. Численность по косвенным данным очень низкая. | Находящийся под угрозой исчезновения вид      | —                                             | [ 168 ]                     |
|                                        | Терновая павлиноглазка (Pavonia spini)                               | | —                                             | 1 БУ III                                      | [ 169 ]                     |
|                                        | Траурная волнянка (Pentophera morio)                                 | | —                                             | 1 БУ III                                      | [ 170 ]                     |
|                                        | Тукурингрская хохлатка (Zaranga tukuringra)                          | | —                                             | 3 У III                                       | [ 171 ]                     |
|                                        | Хвостатка Рафаэля (Coreana raphaelis)                                | Вид занесён в Красную книгу России под названием Кореана Рафаэлис. На территории страны встречается на юге Приморского края. Численность специально не изучалась, очевидно, очень низкая. | Сокращающийся в численности вид               | —                                             | [ 172 ]                     |
|                                        | Хорватская шмелевидка (Hemaris croatica)                             | | —                                             | 2 У III                                       | [ 173 ]                     |
|                                        | Шелкопряд дикий тутовый (Bombyx mandarina)                           | В России встречается на юге Приморского края. Численность достигла критического уровня в связи с резким сокращением числа мест произрастания кормового растения гусениц. | Находящийся под угрозой исчезновения вид      | 1 БУ III                                      | [ 174 ] [ 175 ]             |
|                                        | Эвксинский сатир (Pseudochazara euxina)                              | | —                                             | 1 И II                                        | [ 176 ]                     |
|                                        | Энеида Элуэса (Oeneis elwesi)                                        | В России встречается на юго-восточном Алтае (Курайский хребет) и в Саянах. Численность находится на очень низком уровне. | Находящийся под угрозой исчезновения вид      | —                                             | [ 177 ]                     |
|                                        | Эпикопея (Epicopeia mencia)                                          | | —                                             | 2 У III                                       | [ 178 ]                     |
|                                        | Эребия Киндерманна (Erebia kindermanni)                              | В России, встречается локально — Чулышманское плато, окрестности озера Джулукуль (Алтайский заповедник) и Катунский хребет (Катунский заповедник). Численность в критическом состоянии, по другим данным — вид встречается нечасто, но локальные популяции вполне можно назвать многочисленными. | Находящийся под угрозой исчезновения вид      | 1 У III                                       | [ 179 ] [ 180 ]             |
| Отряд Перепончатокрылые (Hymenoptera)  |                                                                      | |                                               |                                               |                             |
|                                        | Жёлтая каламеута (Calameuta idolon)                                  | | —                                             | 2 У III                                       | [ 181 ]                     |
|                                        | Степной пахицефус (Pachycephus cruentatus)                           | | —                                             | 2 У III                                       | [ 182 ]                     |
|                                        | Зубценосный стефанус (Stephanus serrator)                            | | —                                             | 2 У III                                       | [ 183 ]                     |
| Изображение абии прибайкальской        | Абия прибайкальская (Abia semenoviana)                               | Вид булавоусых пилильщиков. Восточносибирский эндемик. Описан и известен из окрестностей посёлка Култук на южном берегу озера Байкал. Очень редкий вид. | Сокращающийся в численности вид.              | —                                             | [ 184 ]                     |
| Фотография акантолиды желтоголовой     | Акантолида желтоголовая (Acantholyda flaviceps)                      | Вид пилильщиков-ткачей. На территории России ареал охватывает европейскую часть, на севере до Мурманска, на юг до лесостепной зоны, средний Урал и Сибирь до Красноярского края. Встречается единичными особями. | Сокращающийся в численности вид.              | —                                             | [ 185 ]                     |
| Изображение аптерогины волжской        | Аптерогина волжская (Apterogyna volgensis)                           | Оса длиной около 10 мм. Единственный представитель рода в северной Палеарктике. Известен по единственному экземпляру самки из окрестностей Волгограда — Горная поляна. | Сокращающийся в численности вид.              | —                                             | [ 186 ]                     |
| Изображение зареи Гуссаковского        | Зарея Гуссаковского (Zaraea gussakovskii)                            | Вид булавоусых пилильщиков. Эндемик Предкавказья. Известен из окрестностей Армавира (Краснодарский край). Количественные учёты численности не проводились. | Сокращающийся в численности вид.              | —                                             | [ 187 ]                     |
| Изображение лиометопума восточного     | Лиометопум восточный (Liometopum orientale)                          | Узкоареальный вид муравьёв — обитает на юге Хабаровского и Приморского края, в том числе Лазовском заповеднике. Относительно редкий вид. | Сокращающийся в численности вид.              | 2 И III                                       | [ 188 ] [ 189 ] [ 190 ]     |
| Изображение мегаксиелы гигантской      | Мегаксиела гигантская (Megaxyela gigantea)                           | Вид пилильщиков. Реликт неогеновой фауны. С территории России вид описан из юго-восточного региона (Приморье). На большей части ареала вид очень редок. | Сокращающийся в численности вид.              | —                                             | [ 191 ]                     |
| Изображение ориентабии уссурийской     | Ориентабия уссурийская (Orientabia egregia)                          | Вид булавоусых пилильщиков. Эндемик южного Приморья. Известны только две находки этого вида: одна из окрестностей Владивостока, а вторая в Лазовском заповеднике (2008). Количественные учёты численности не проводились. | Сокращающийся в численности вид.              | —                                             | [ 193 ]                     |
|                                        | Оруссус паразитический (Orussus abietinus)                           | Вид рогохвостов-оруссид. На территории России известен ряд локальных популяций в западных, северо-западных, центральных и восточных областях европейской части, в Предкавказье (Майкоп), в разных местах Сибири и Дальнего Востока. Вид встречается единично. | Сокращающийся в численности вид               | —                                             | [ 194 ]                     |
|                                        | Парнопес крупный (Parnopes grandior)                                 | Вид ос-блестянок. Единственный представитель рода в России, где обитает в европейской части и на южном Урале. В 1930 — 1940-е года вид был обычен, сейчас сокращается в численности. | Сокращающийся в численности вид               | 2 У III                                       | [ 195 ] [ 196 ]             |
| Изображение плероневры Даля            | Плероневра Даля (Pleroneura dahli)                                   | Вид пилильщиков. Реликт неогеновой фауны. С территории России известны единичные находки из Краснодарского края (Кавказский заповедник) и Амурской области. Численность очень низкая, вид встречается в изолированных популяциях. | Сокращающийся в численности вид               | —                                             | [ 197 ]                     |
| Изображение псевдоклавеллария Семёнова | Псевдоклавеллария Семёнова (Pseudoclavellaria semenovi)              | Вид булавоусых пилильщиков. Эндемик южного Приморья. Единственная находка (типовой экземпляр) известна из долины реки Одарка (Приморский край). Количественные подсчёты не проводились. | Сокращающийся в численности вид               | —                                             | [ 198 ]                     |
|                                        | Крымский целонитес (Celonites tauricus)                              | | —                                             | 2 У III                                       | [ 199 ]                     |
|                                        | Царская паравеспа (Paravespa rex)                                    | | —                                             | 1 У II                                        | [ 200 ]                     |
|                                        | Онихоптерохейлюс Палласа (Onychopterocheilus pallasii)               | | —                                             | 2 И III                                       | [ 201 ]                     |
|                                        | Большая андрена (Andrena magna)                                      | | —                                             | 2 У III                                       | [ 202 ]                     |
|                                        | Краснопятнистая андрена (Andrena stigmatica)                         | | —                                             | 2 У III                                       | [ 203 ]                     |
|                                        | Мелитта Будашкина (Melitta budashkini)                               | | —                                             | 2 У III                                       | [ 204 ]                     |
|                                        | Мохноногая пчела Тёрёка (Dasypoda toroki)                            | | —                                             | 2 У III                                       | [ 205 ]                     |
|                                        | Опушённая трахуза (Trachusa pubescens)                               | | —                                             | 2 У III                                       | [ 206 ]                     |
|                                        | Коренастая антофора (Anthophora robusta)                             | | —                                             | 2 У III                                       | [ 207 ]                     |
|                                        | Пчела восковая (Apis cerana)                                         | На территории России ареал вида очень узкий — юг Дальнего Востока (в настоящее время известна из Приморского и Хабаровского краев). Возможно сохранилась на Сахалине. В 1950-х годах численность вида начала стремительно снижаться. Считается, что численность достигла критического низкого уровня — в природе осталось не более 40 — 60 семей. | Находящийся под угрозой исчезновения вид      | 1 У III                                       | [ 208 ] [ 209 ]             |
|                                        | Пчела-плотник обыкновенная (Xylocopa valga)                          | В России вид обитает на юге Краснодарского и Ставропольского краев, Северном Кавказе, в среднем и нижнем Поволжье, в Центрально-Чернозёмном районе, Тульской, Московской, Псковской, Ленинградской и Архангельской областях, в южном Приуралье и Тыве. | Сокращающийся в численности вид               | —                                             | [ 210 ]                     |
| Изображение харакопигуса черноного     | Харакопигус черноногий (Characopygus modestus)                       | Вид паутинных пилильщиков. Известен по нескольким находкам из приуральских и приангарских степей, в окрестностях Орска и в Балаганской степи (Иркутская область). Встречается единичными особями. | Сокращающийся в численности вид.              | —                                             | [ 211 ]                     |
|                                        | Ценолида сетчатая (Caenolyda reticulata)                             | Вид стеблёвых пилильщиков. На территории России найдены единичные особи в Московской и Ленинградской областей. Вид очень редок и встречается единичными особями. | Сокращающийся в численности вид.              | —                                             | [ 212 ]                     |
|                                        | Шмель армянский (Bombus armeniacus)                                  | В России ареал вида охватывает лесостепную и степную зоны европейской части, южный Урал и крайний юг Западной Сибири. Численность низкая. | Сокращающийся в численности вид.              | 2 У III                                       | [ 213 ] [ 214 ]             |
|                                        | Шмель изменчивый (Bombus proteus)                                    | В России ареал вида охватывает лесостепную зону европейской части в верхнем течении рек Оки и Дона и Предуралье. Численность низкая. | Сокращающийся в численности вид.              | —                                             | [ 215 ]                     |
|                                        | Шмель необыкновенный (Bombus paradoxus)                              | Занесён в Красную книгу России под латинским названием Bombus paradoxus, являющемся сейчас синонимом Bombus confusus. В России ареал вида охватывает лесостепь европейской части, южного Урала и юго-востока Западной Сибири, предгорья Алтая. Численность низкая и продолжает сокращаться. В последние десятилетия на большей части ареала встречался очень редко. | Сокращающийся в численности вид.              | —                                             | [ 217 ]                     |
|                                        | Шмель редчайший (Bombus unicus)                                      | В России ареал вида охватывает побережье Японского моря, крайний юг Дальнего Востока и Приамурье. Численность низкая. | Сокращающийся в численности вид.              | 2 У III                                       | [ 218 ] [ 219 ]             |
|                                        | Шмель степной (Bombus fragrans)                                      | В России ареал вида охватывает южное Прибайкалье и крайний юг Дальнего Востока. Численность низкая. | Сокращающийся в численности вид.              | 2 И II                                        | [ 220 ] [ 221 ]             |
|                                        | Шмель тулупчатый (Bombus wurflenii)                                  | Реликт Ледникового периода. В России ареал вида охватывает горы южного Урала. Численность низкая. | Сокращающийся в численности вид.              | 2 У III                                       | [ 222 ] [ 223 ]             |
|                                        | Шмель Черского (Bombus czerskii)                                     | В России ареал вида охватывает южное Прибайкалье и на крайний юг Дальнего Востока. Численность низкая. | Сокращающийся в численности вид.              | 2 У III                                       | [ 224 ] [ 225 ]             |
|                                        | Шмель-отшельник (Bombus anachoreta)                                  | В России ареал вида охватывает крайний юг Дальнего Востока. Численность низкая | Сокращающийся в численности вид.              | 2 У III                                       | [ 226 ] [ 227 ]             |